# Jay Boekelheide
Jay Boekelheide est un monteur son américain. C'est le frère de Todd Boekelheide, lui aussi ingénieur du son.

## Filmographie (sélection)
- 1983 : L'Étoffe des héros (The Right Stuff) de Philip Kaufman
- 1984 : Runaway : L'Évadé du futur (Runaway) de Michael Crichton
- 1984 : Amadeus de Miloš Forman
- 1986 : Mosquito Coast (The Mosquito Coast) de Peter Weir
- 1988 : L'Emprise des ténèbres (The Serpent and the Rainbow) de Wes Craven
- 1992 : Sur la corde raide (Out on a Limb) de Francis Veber
- 1993 : Red Rock West de John Dahl
- 1994 : Guet-apens (The Getaway) de Roger Donaldson
- 1995 : Johnny Mnemonic de Robert Longo
- 1999 : Jakob le menteur (Jakob the Liar) de Peter Kassovitz

## Distinctions
- Oscars 1984 : Oscar du meilleur montage de son pour L'Étoffe des héros